# Na Hong-jin
Na Hong-jin (나홍진?, 羅泓軫?; Seul, 1974) è un regista e sceneggiatore sudcoreano.
Ha vinto un Baeksang Arts Award come miglior nuovo regista grazie al suo primo lungometraggio, The Chaser, film insignito di diversi premi tra cui quello per la miglior regia ai Grand Bell Awards.

## Filmografia

### Regista

#### Lungometraggi
- The Chaser (Chugyeokja) (2008)
- The Yellow Sea (Hwanghae) (2010)
- Goksung - La presenza del diavolo (Gokseong) (2016)
- Hope (2025)

#### Cortometraggi
- 5 Minutes (2003)
- A Perfect Red Snapper Dish (Wanbyeoghan domiyoli) (2006)
- Sweat (Han) (2007)

### Sceneggiatore
- 5 Minutes – cortometraggio (2003)
- A Perfect Red Snapper Dish (Wanbyeoghan domiyoli) – cortometraggio (2005)
- Sweat (Han) – cortometraggio (2007)
- The Chaser (Chugyeokja) (2008)
- The Yellow Sea (Hwanghae) (2010)
- Goksung - La presenza del diavolo (Gokseong) (2016)
- The Medium (Rang song) (2021)

### Attore
- Carnival (Geunal bamui chukje) – cortometraggio (2007)

### Produttore
- 5 Minutes  – cortometraggio (2003)
- Sweat (Han) (2007)
- The Medium (Rang song) (2021)